# Virulència
La virulència és el grau de patogenicitat dins un grup o espècies de paràsits indicat per les taxes de casos de mortalitat o la capacitat d'un organisme d'envair els teixits de l'hoste. La patogenicitat d'un organisme és la capacitat de causar una malaltia i està determinada pel seu factor de virulència. El substantiu virulència deriva de l'adjectiu virulent. Virulent infectivitat d'un patogen. La paraula virulent deriva del llatí virulentus, que significa "una ferida enverinada" o "ple de verí."
En un context ecològic, la virulència es pot definir com la pèrdua de funcionalitat induïda per un paràsit en un hoste.

## Bacteris virulents
La capacitat dels bacteris de causar malalties es descriu en termes de nombre de bacteris infecciosos, la ruta d'entrar al cos, els efectes dels mecanismes de defensa de l'hoste i les característiques intrínseques dels bacteris anomenat factor de virulència.

### Mecanismes pels quals els bacteris causen malalties[calcitació]
- Adhesió. Molts bacteris primer s'han d'enllaçar a la superfície de les cèl·lules.
- Colonització. Alguns bacteris virulents produeixen proteïnes especials que els permeten colonitzar parts del cos de l'hoste.
- Invasió. Alguns bacteris virulents produeixen proteïnes que poden interrompre les membranes cel·lulars o bé estimular l'endocitosi dins les cèl·lules hoste. Això els permet entrar dins les cèl·lules hoste.
- Inhibidors de la resposta immunitària. Molts bacteris produeixen factors de virulència que inhibeixen el sistema de la resposta immunitària de l'hoste.
- Toxines. Molts factors de virulència són proteïnes fetes per bacteris que enverinen les cèl·lules hoste i causen dany als teixits. Algunes toxines bacterianes amb la cocció dels aliments queden alterades o inactivades.

## Virus virulents
Els factors de virulència dels virus determinen quan es farà la infecció i com de greus en seran els símptomes. Els virus sovint requereixen proteïnes receptores sobre les cèl·lules hoste on enllaçar-se específicament. Soques de virus extremadament virulentes poden evolucionar per mutació i la selecció natural dins d'una població de virus dins de l'hoste.

## Evolució
D'acord amb la medicina evolutiva, la virulència òptima s'incrementa amb la transmissió horitzontal (entre els que no estan relacionats) i disminueix amb la transmissió vertical (de pares a fills). La població patògena pot evolucionar dins de l'hoste.